# Białe noce

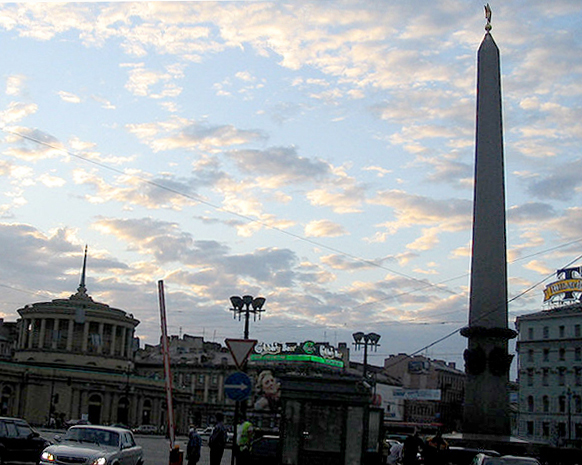
Biała noc (28-06-2006 o 23.00) w Petersburgu (59°56′N)

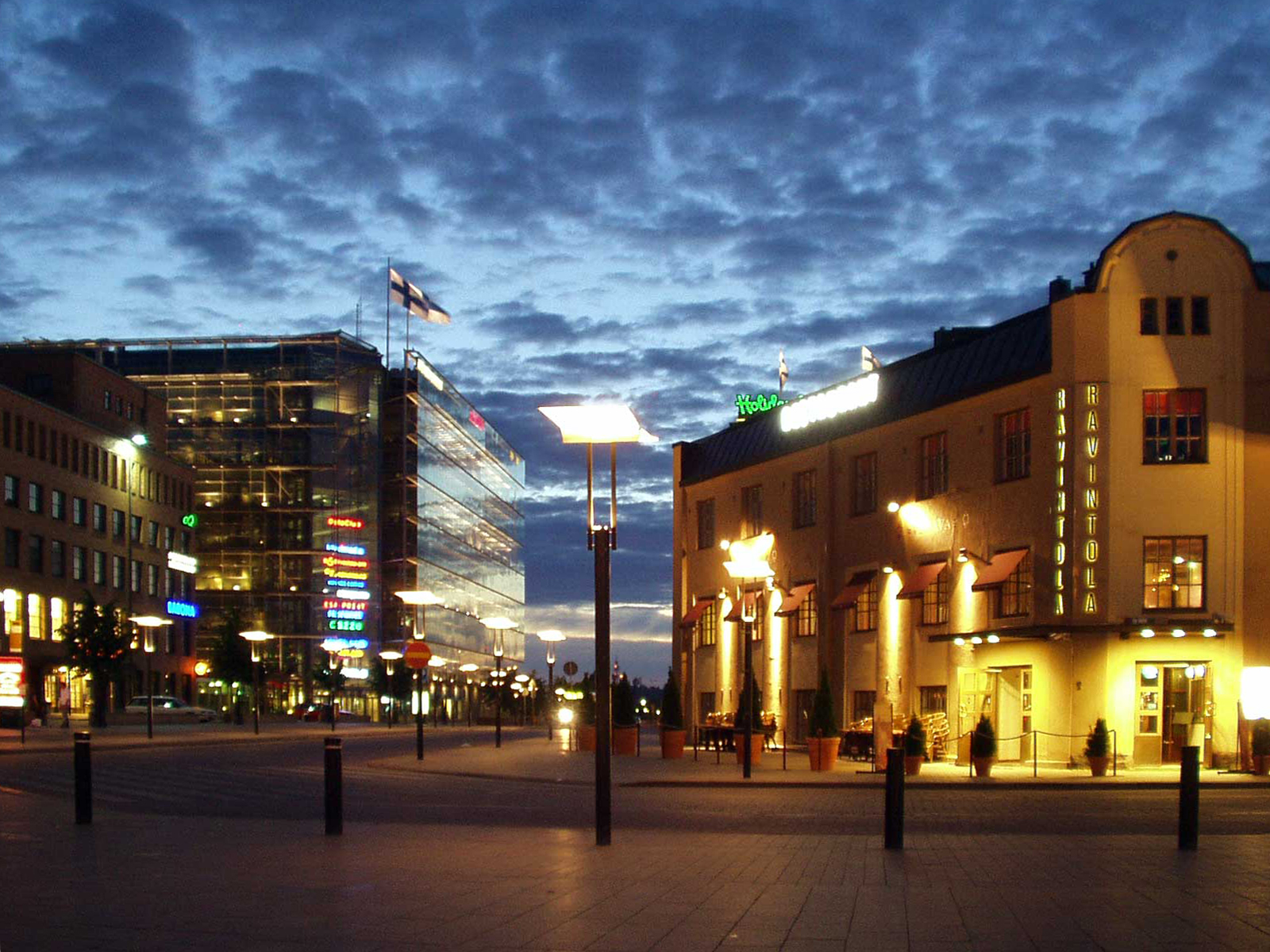
Biała noc (24-06-2005) w Helsinkach (60°10′N)

Białe noce – cykliczne zjawisko astronomiczne występujące na dużych szerokościach geograficznych (powyżej 57° N lub S), polegające na tym, że w pewnym okresie roku w nocy nie zapadają całkowite ciemności, czyli zmierzch przechodzi bezpośrednio w świt. 
Podczas białych nocy tarcza słoneczna chowa się pod horyzontem, ale dość płytko. Zjawisko rozproszenia światła w górnych warstwach atmosfery sprawia, że niebo pozostaje jasne. 
Białe noce można zaobserwować wiosną i latem w strefach podbiegunowych oraz w tych częściach stref umiarkowanych, które położone są w pobliżu kół podbiegunowych. Nie ma ostrej granicy strefy, w której zjawisko białych nocy jest obserwowane. 
W północnych rejonach Polski w okolicach przesilenia letniego występują tzw. białe noce żeglarskie, gdy Słońce chowa się za horyzontem mniej niż 12°. Matematycznie zjawisko to występuje podczas przesilenia letniego począwszy od Gdyni (powyżej szerokości 54°34'N), jednak w praktyce, z uwagi na ukształtowanie terenu (nawet oddalony pas lasu od strony północnej skutecznie zasłania szczątkowe światło), najlepszym punktem do obserwacji tego zjawiska w Polsce są klify Jastrzębiej Góry. Natomiast na terenie całej Polski latem występują białe noce astronomiczne, gdy nie występuje noc astronomiczna, tj. Słońce chowa się za horyzontem mniej niż 18°. Stanowi to utrudnienie dla obserwacji astronomicznych.